# ブック・デポジトリー
ブック・デポジトリー(Book Depository) は英国に拠点を置くオンライン書籍販売業者。数多くの書籍を160以上の国へ送料無料で販売している。ストアはAmazon.comの元従業員によって設立され、2011年にAmazonに買収された。

## 歴史
2004年にアンドリュー・クロフォードと現在の最高執行責任者のスチュアート・フェルトンが設立した。企業のモットーは「全ての本を皆が利用できるようにする」
2011年7月4日 Amazonはデポジトリーの買収で合意した。
2023年4月26日  閉店し販売終了。

## 賞
2007年に「急成長する企業賞」の「年間最優秀小売り/レジャー企業」賞のファイナリストになり、英国スタートアップ賞で「年間最優秀オンライン企業」と「年間最優秀小売業者」の2部門で受賞した。

2008年にSunday Times Fast Track 100の5位にランクインした
。
2009年と2010年に書店業界賞で「年間最優秀書店企業」を獲得し また「Queen's Awards for Enterprise」賞を獲得した。